# Praça da Sé
Praça da Sé (trg Sé) je javni prostor v São Paulu v Braziliji. Velja za osrednjo točko mesta in je točka, od koder se šteje razdalja vseh cest, ki potekajo skozi São Paulo. Trg je bil kraj številnih zgodovinskih dogodkov v zgodovini São Paula, predvsem med gibanjem Diretas Já. Ime izvira iz škofijskega sedeža mesta, stolnice v São Paulu.

## Zgodovina
Trg, ki je bil prvotno znan kot Largo da Sé (Polje Sé), se je razvil okoli verskega objekta, ki je bil pred stolnico in okoliških stavb. V začetku 20. stoletja so starejše objekte porušili, mestno jedro pa preuredili v skladu s takratnimi urbanističnimi načrti. Njegova geografija je od takrat ostala večinoma nespremenjena.

### Krajinski projekt
Sedanja pokrajina je rezultat projekta arhitektov iz 1970-ih, ki jih je vodil José Eduardo de Assis Lefèvre. Odprtje bližnje postaje podzemne železnice São Paulo je zahtevalo izravnavo celotnega mestnega bloka, kar je zahtevalo popolnoma novo infrastrukturo za urejanje krajine.
Na arhitekte so močno vplivala sodobna krajinska dela, ki potekajo na zahodni obali ZDA (kot so dela Lawrenca Halprina), za katera je značilna stroga geometrija, skozi več nivojev z odsevnimi bazeni in prizmami podobnimi kopenskimi masami.

### Prenova
Trg je leta 2006 doživel pomembno revitalizacijo, ko ga je 25. januarja 2007 (obletnica mesta) delno ponovno odprl takratni župan Gilberto Kassab. Prenova je bila deležna močnih kritik nevladnih organizacij, ki se ukvarjajo z brezdomci, ki so trdile, da novi trg zmanjšuje prostor, ki je na voljo obstoječim brezdomcem.
Prenova vključuje prestavitev cvetličnih zabojev, povečanje povezanosti obstoječih skulptur z okolico ter uvedbo nadhodov za pešce nad obstoječimi zrcalnimi bazeni.

## Spomeniki
| Slika | Ime                                                | Avtor                | Leto nastanka | Material                     | Kategorija v Commons                               | ID spomenika | ID skulpture |
| ----- | -------------------------------------------------- | -------------------- | ------------- | ---------------------------- | -------------------------------------------------- | ------------ | ------------ |
|       | Abertura                                           | Amílcar de Castro    | 1979          | železo                       | Abertura by Amilcar de Castro                      |              |              |
|       | Condor                                             | Bruno Giorgi         | 1979          | bron                         | Condor by Bruno Giorgi (bronze, 1979)              |              |              |
|       | Diálogo                                            | Franz Weissmann      | 1979          | jeklo                        | Diálogo by Franz Weissmann                         |              |              |
|       | Emblem of São Paulo                                | Rubem Valentim       | 1979          | beton armiran beton          | Emblema de São Paulo by Rubem Valentim             |              |              |
|       | Espaço Cósmico                                     | Yutaka Toyota        | 1979          | nerjavno jeklo granit jeklo  | Espaço Cósmico                                     |              |              |
|       | Garatuja                                           | Marcello Nitsche     | 1979          | cink železo jeklo poliuretan | Garatuja                                           |              |              |
|       | Impacto                                            | Mário Cravo          |               | nerjavno jeklo granit        | Impacto by Mário Cravo                             |              |              |
|       | José de Anchieta                                   | Heitor Usai          | 1954          | bron                         | José de Anchieta by Heitor Usai (bronze, 1954)     |              |              |
|       | Number zero survey marker of the city of São Paulo | Jean Gabriel Villin  |               | marmor bron granit           | Marco Zero (São Paulo)                             |              |              |
|       | Nuvem sobre a Cidade                               | Nicolas Vlavianos    | 1979          | nerjavno jeklo jeklo         | Nuvem sobre a Cidade by Nicolas Vlavianos          |              |              |
|       | Quadro-Negro                                       | José Resende         |               | beton železo                 | Quadro-Negro by José Resende                       |              |              |
|       | Satélite                                           | Francisco Stockinger |               | granit beton                 | Satélite by Francisco Stockinger (sculpture, 1978) |              |              |
|       | Sé Totem                                           | Doménico Calabrone   |               | granit beton marmor          | Totem da Sé                                        |              |              |
|       | Sem título                                         | Sérgio Camargo       |               | marmor                       | Sculpture by Sérgio de Camargo (Praça da Sé)       |              |              |
|       | The Birds                                          | Felícia Leirner      | 1979          | bron granit                  | Os Pássaros by Felícia Leirner                     |              |              |
|       | Voo                                                | Caciporé Torres      | 1979          | nerjavno jeklo beton jeklo   | Voo by Caciporé Torres                             |              |              |